# Bluewin

Bluewin  est le principal fournisseur d'accès à Internet en Suisse. Entité appartenant au groupe Swisscom.